# Anabate d'Alagoas
Philydor novaesi
Espèce
Statut de conservation UICN

 EX  : Éteint
L'Anabate d'Alagoas (Philydor novaesi) est une espèce éteinte de passereaux de la famille des Furnariidae. Il vivait au Brésil dans l'État d'Alagoas et n'a plus été aperçu depuis 2011.

## Répartition
L’Aanabate d’Alagoas n'a été signalé que sur deux sites à Alagoas et Pernambouc, dans le Nord-Est du Brésil. Il a été découvert pour la première fois à Murici en 1979. Des enquêtes ultérieures ont révélé que l'espèce était rare et qu'il n'y avait pas d'enregistrements confirmés entre 1992 et 1998.

Des individus uniques ont été trouvés en 1998 et 1999, et quatre oiseaux en 2000. Il a été découvert dans la réserve privée de Frei Caneca dans l’État du Pernambouc en avril 2003

L'espèce n'a pas eu d'observation confirmée depuis 2011 et est maintenant considérée comme éteinte.

## Habitat
Il habitait les bords des clairières dans les forêts intérieures des hautes terres à 400-550 m, du sous-étage au sous-couvert. Les oiseaux ont été trouvés seuls, en couples ou en petits groupes, et souvent en compagnie d’autres espèces.

## Alimentation
La nourriture était glanée dans les feuilles, l'écorce, les crevasses et les débris et se composait d'insectes, y compris de larves prélevées sur du bois mort, de coléoptères, de sauterelles et de fourmis. Les observations suggèrent que l'espèce se nourrissait préférentiellement sur des broméliacées.

## Menaces
On pense que l'espèce a décliné rapidement en raison du défrichement généralisé et continu de la forêt par l'exploitation forestière, l'abattage pour le charbon de bois et la conversion en plantations de canne à sucre et en pâturages.

Ces fragments de forêt sont gravement menacés par les incendies qui se propagent à partir des plantations adjacentes.